# Tenley Albrightová
Tenley Emma Albrightová (* 18. července 1935 Newton Centre, Massachusetts) je bývalá americká krasobruslařka, olympijská vítězka (první Američanka, která vyhrála v ženské kategorii) a dvojnásobná mistryně světa.
Je dcerou chirurga. Krasobruslení se začala věnovat v rámci rekonvalescence po prodělané dětské obrně. Její trenérkou byla Maribel Vinsonová. Nejtěžším technickým prvkem, který zvládla, byl jednoduchý Axel-Paulsenův skok, úspěch však slavila díky uměleckému pojetí jízdy. Na zimních olympijských hrách získala stříbrnou medaili v roce 1952 a zlato v roce 1956, i když nastoupila s vážným zraněním kotníku, které utrpěla v přípravě. Na mistrovství světa v krasobruslení byla první v letech 1953 a 1955 a druhá v letech 1954 a 1956. Stala se také pětinásobnou mistryní USA v letech 1952 až 1956 a mistryní Severní Ameriky 1953 a 1955.
Po porážce s budoucí olympijskou vítězkou Carol Heissovou na MS 1956 v Garmisch-Partenkirchenu se rozhodla ukončit amatérskou kariéru. Krátce účinkovala v lední revue a pak se zaměřila na studium. Jako jedna z prvních žen absolvovala medicínu na Harvardově univerzitě a úspěšně se věnovala chirurgii, působila také ve Whiteheadově institutu pro biomedicínu. Byla i sportovní funkcionářkou, v roce 1982 byla zvolena místopředsedkyní Olympijského výboru USA. Je podruhé vdaná a má tři dcery. V roce 2015 byla uvedena do National Women's Hall of Fame, časopis Sports Illustrated ji zařadil na seznam stovky největších osobností v dějinách ženského sportu.